# Budismo de la tierra pura

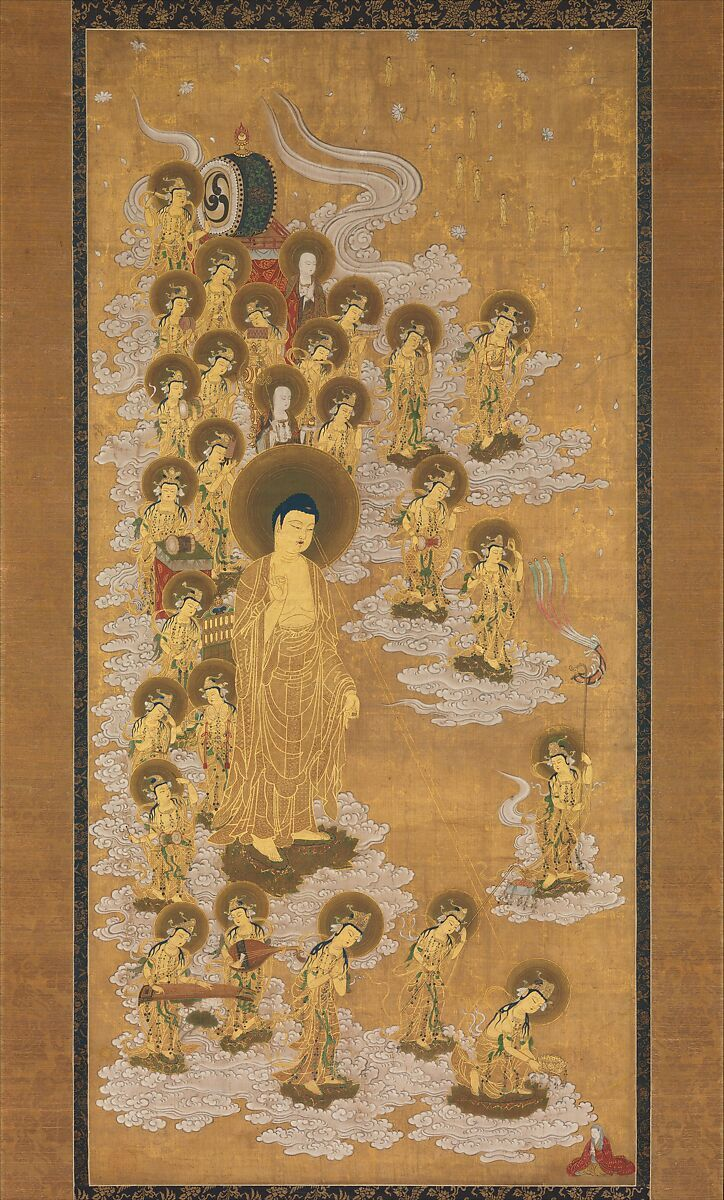
Descenso del buda Amida y los veinticinco bodhisattvas, en bienvenida a una de sus fieles. Arte japonés del período Edo, 1688

El budismo de la tierra pura o la escuela de la tierra pura (en chino: 淨土宗; pinyin: jìngtǔzōng, japonés: jōdo) es una rama del budismo mahayana que se enfoca en alcanzar el renacimiento en una tierra pura.Es una de las tradiciones budistas más practicadas en el este de Asia, la dominante en cantidad de seguidores en China, Corea y Japón.La escuela budista de la tierra pura también es conocida como la "escuela del nembutsu" o la "escuela del loto". La práctica hoy más extendida de la tierra pura se centra en la fe al buda Amitabha (chino: Amituofo, japonés: Amida).
Tierra pura es una tradición que se centra principalmente en lograr el renacimiento en una "tierra pura" de un buda, un lugar superior para entrenarse espiritualmente hacia la budeidad, ya que un buda la ha "purificado" para este propósito. En estos mundos, se puede conocer a un buda cara a cara y estudiar bajo su guía, sin las distracciones de nuestro mundo.Dado que es mucho más fácil alcanzar la iluminación en uno de estos campos búdicos (debido a la naturaleza corrupta de la era actual), muchos budistas mahayana se esfuerzan por renacer en un lugar así.La tierra pura más común hoy en día es la del buda Amitābha, llamada Sukhavati, la "tierra de la felicidad".Aunque los budas son venerados en las tradiciones de la tierra pura y se consideran figuras salvadoras, la tradición se distingue claramente de las religiones teístas debido a sus raíces en la comprensión mahayana de la budeidad y los bodhisattvas, así como en las doctrinas budistas de vacuidad y idealismo.
De acuerdo al historiador y budólogo Charles B Jones, las tradiciones de la tierra pura de Asia Oriental históricamente "ofrecieron una oportunidad para que personas que no pertenecían a la élite, o que se consideraban incluso moralmente malas, alcanzaran una meta equivalente al logro mismo de la budeidad: renacer en la tierra pura del buda Amitābha, saltear el normal procesamiento de su karma acumulado, escapar del samsara y alcanzar la etapa de no retroceso".
Las prácticas y conceptos orientados a la tierra pura forman un componente importante de las tradiciones budistas mahayana de China (como chan, tiantai, shingon, etc.), Japón, Corea, Vietnam, los Himalayas y regiones interiores de Asia como el Tíbet.En el budismo tibetano, las oraciones y prácticas que buscan el renacimiento en un campo búdico son una orientación religiosa popular, especialmente entre los laicos. Aunque en ocasiones el budismo de la tierra pura suele manifestarse como una escuela independiente (como en los casos del Jodo Shu y Jōdo Shinshū japoneses), no siempre que se menciona el budismo de la tierra pura se habla de una escuela per se, sino de un numeroso subconjunto de tradiciones de la rama mahāyāna del budismo.
Los tres textos principales de esta tradición (los tres sutras de la tierra pura) son el Sūtra largo sobre Sukhāvatīvyūha (Sutra de la vida infinita), el Sutra Amitayurdhyana (Sutra de la contemplación) y el Sutra corto sobre Sukhāvatīvyūha (Sutra de Amitabha). El Pratyutpanna-samādhi-sūtra también es una fuente importante, particularmente para la antigua tradición tierra pura de China. En la actualidad, el budismo de la tierra pura se basa principalmente en una práctica de atención plena en el Buda, llamada en chino niànfó (念佛, "recitación del Buda", japonés: nembutsu) que implica recitar el nombre de Amitabha con fe en el poder divino ("otro poder") del Buda.Sin embargo, el budismo de la tierra pura también incluye un gran conjunto de otras prácticas que se realizan junto a esta recitación.

## La práctica de la tierra pura

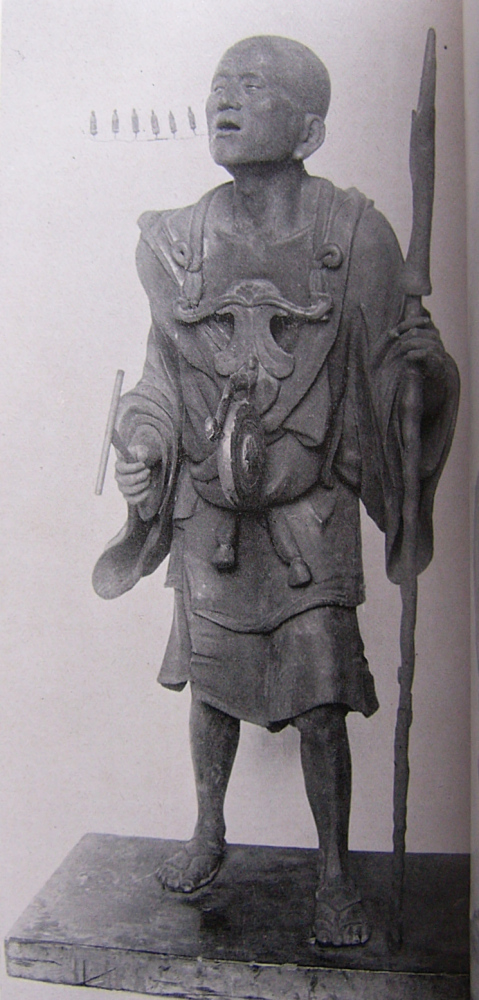
Estatua de Kūya realizada por Kōshō, hijo de Unkei, que data de la primera década del. Las seis sílabas del nembutsu, están representadas literalmente por seis pequeñas figuras de Amida.

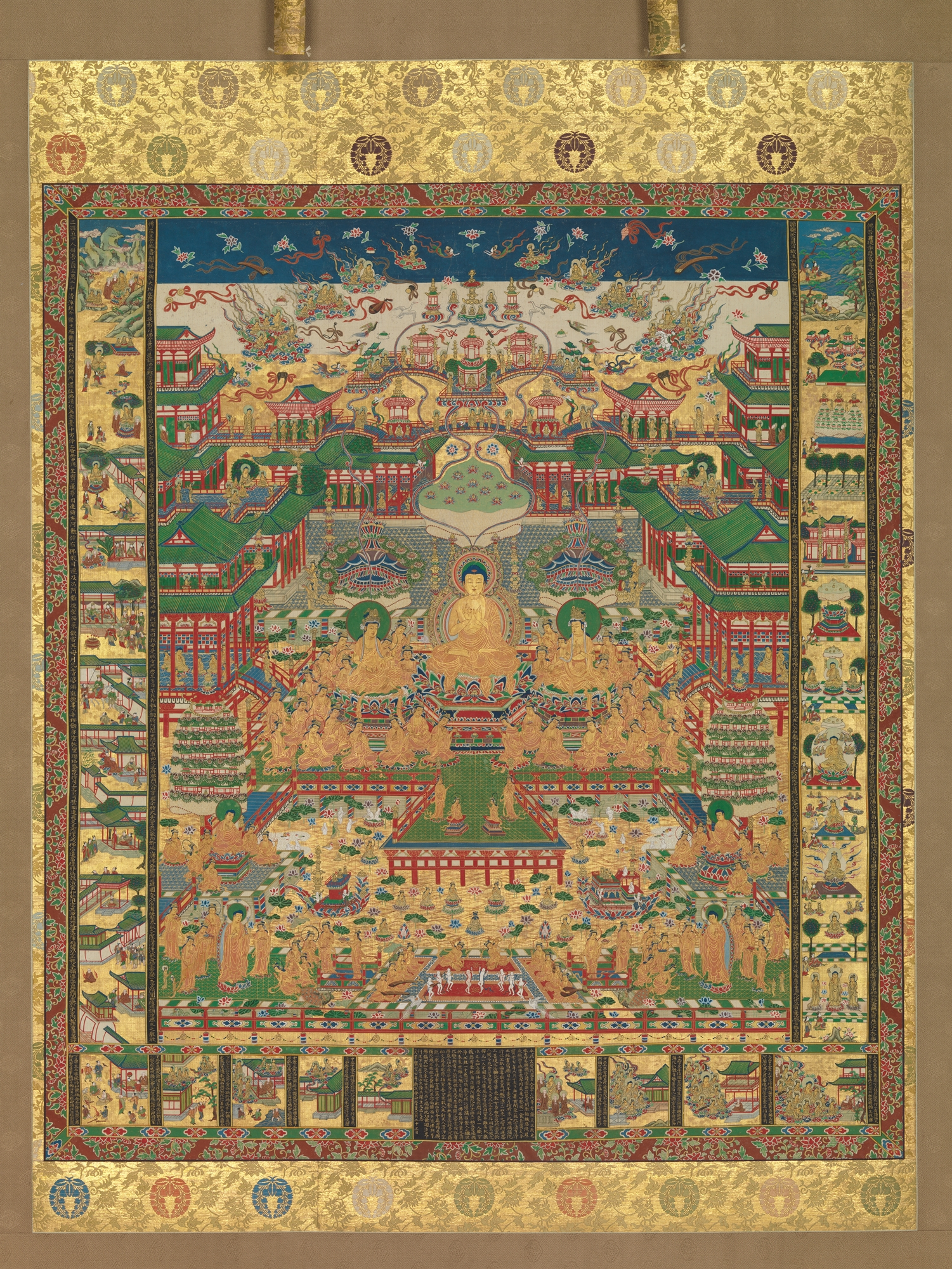
Copia japonesa del Mandala de Taima, basado en el Sutra de Contemplacion

### Preceptos y otras prácticas

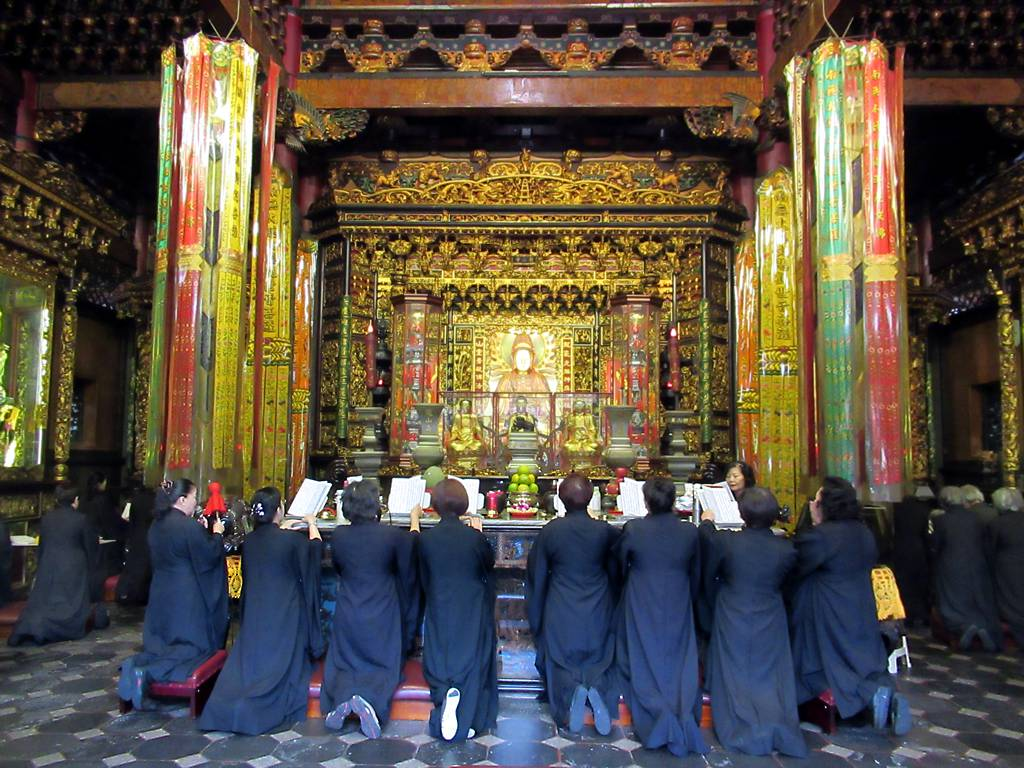
Devotos cantando ante una imagen de Guanyin, en el templo de Longshan, Taipei, Taiwán.

### Retiros y rituales

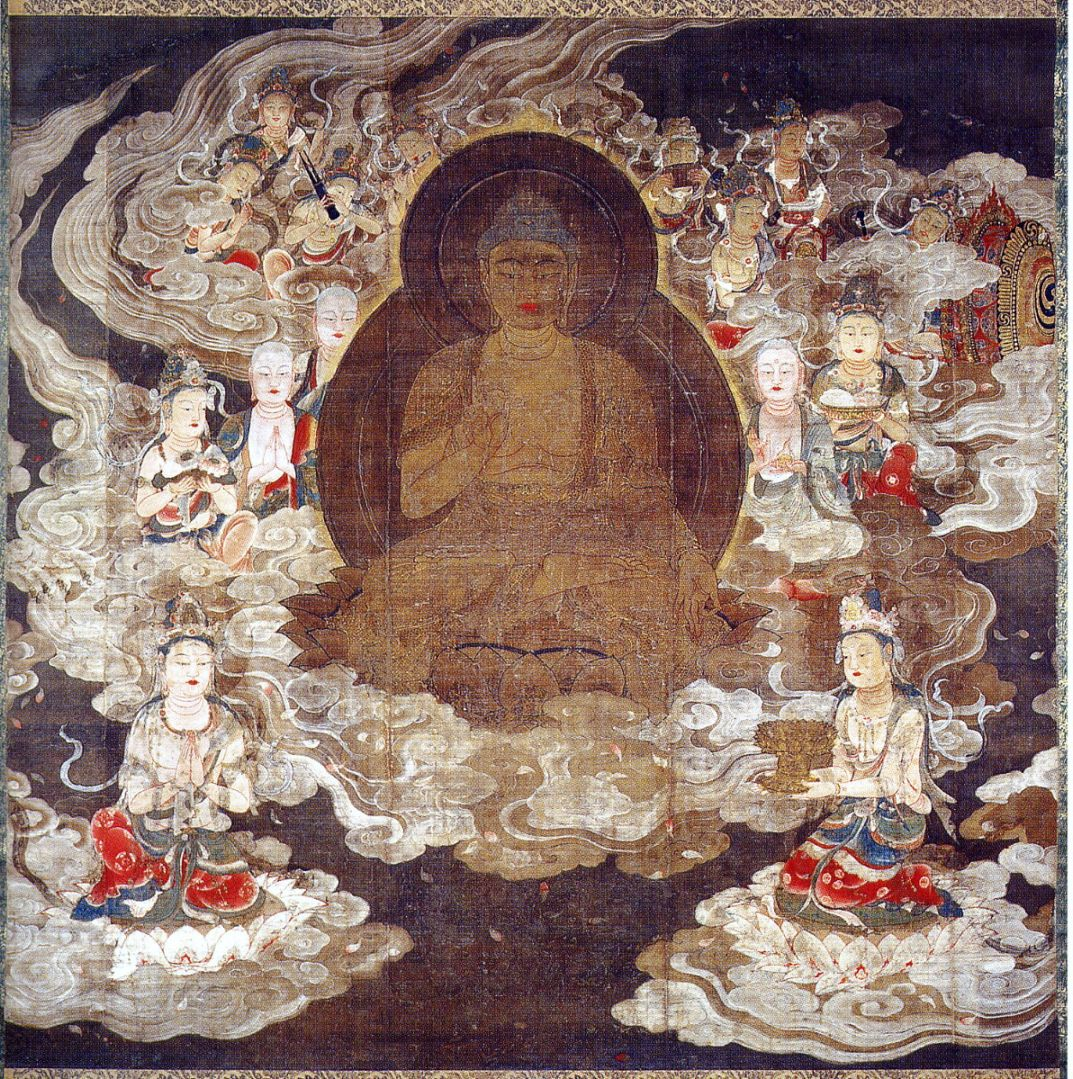
Amida y 25 bodhisattvas,, Kongōbu-ji, Kōya-san, prefectura de Wakayama. Esta pintura es un *raigō*, un género que representa a Amitābha acercándose para recibir a una persona moribunda. Eran comúnmente usadas en rituales para la hora de la muerte.

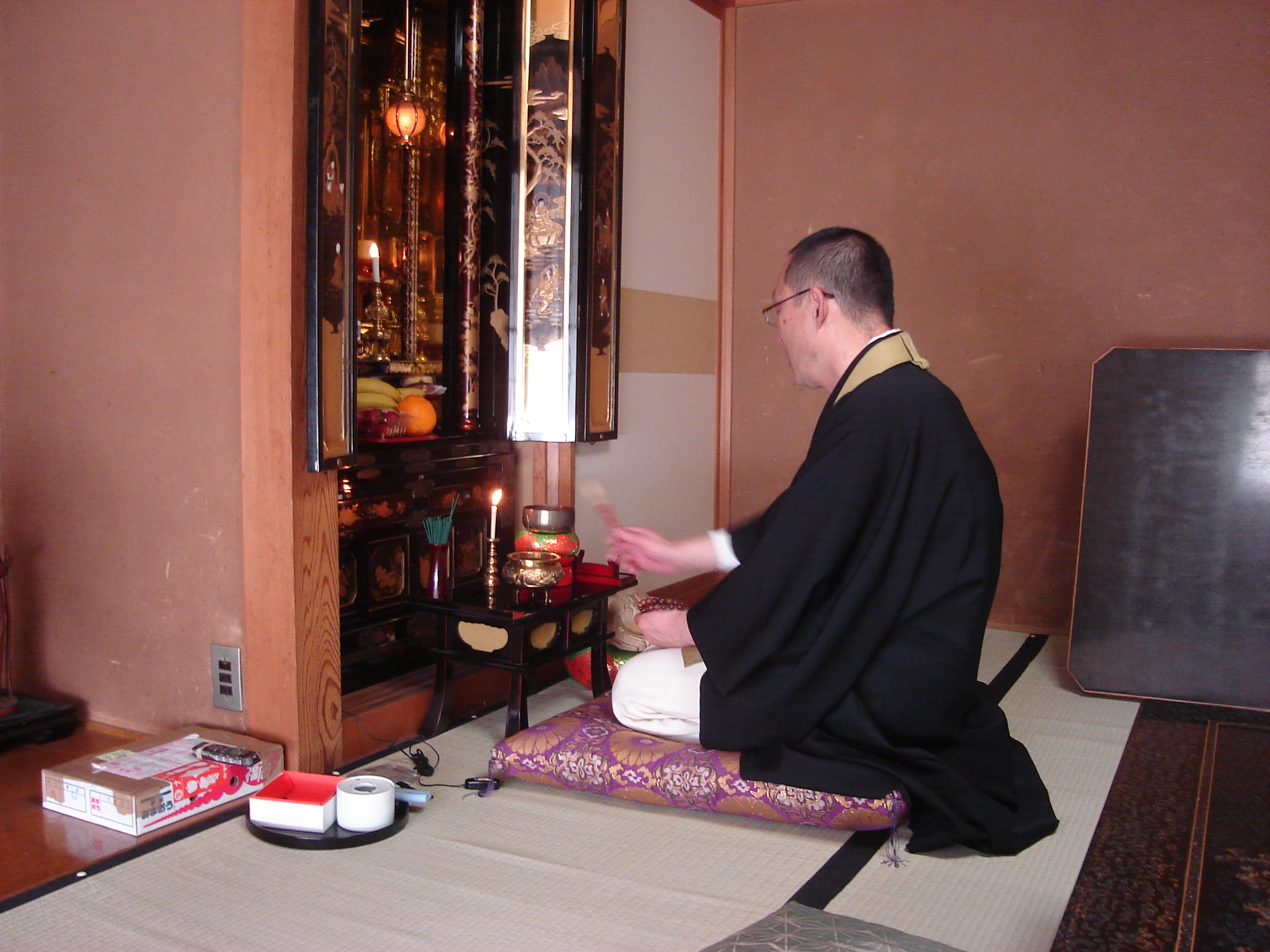
Un sacerdote de Jodo-shu en una zona rural de la prefectura de Fukui visita el hogar de un feligrés para recitar un sutra en memoria de un familiar fallecido frente a un butsudan.

### Recitación de sutras y dhāraṇīs

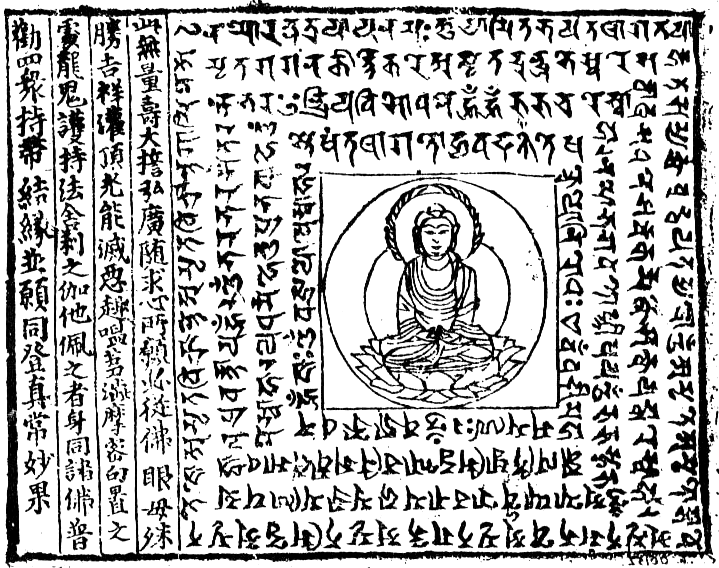
Una inscripción de el dhāraṇī de la tierra pura en sánscrito escrito en la escritura Siddhaṃ. De las Cuevas de Mogao, Dunhuang, China.

## Terminología

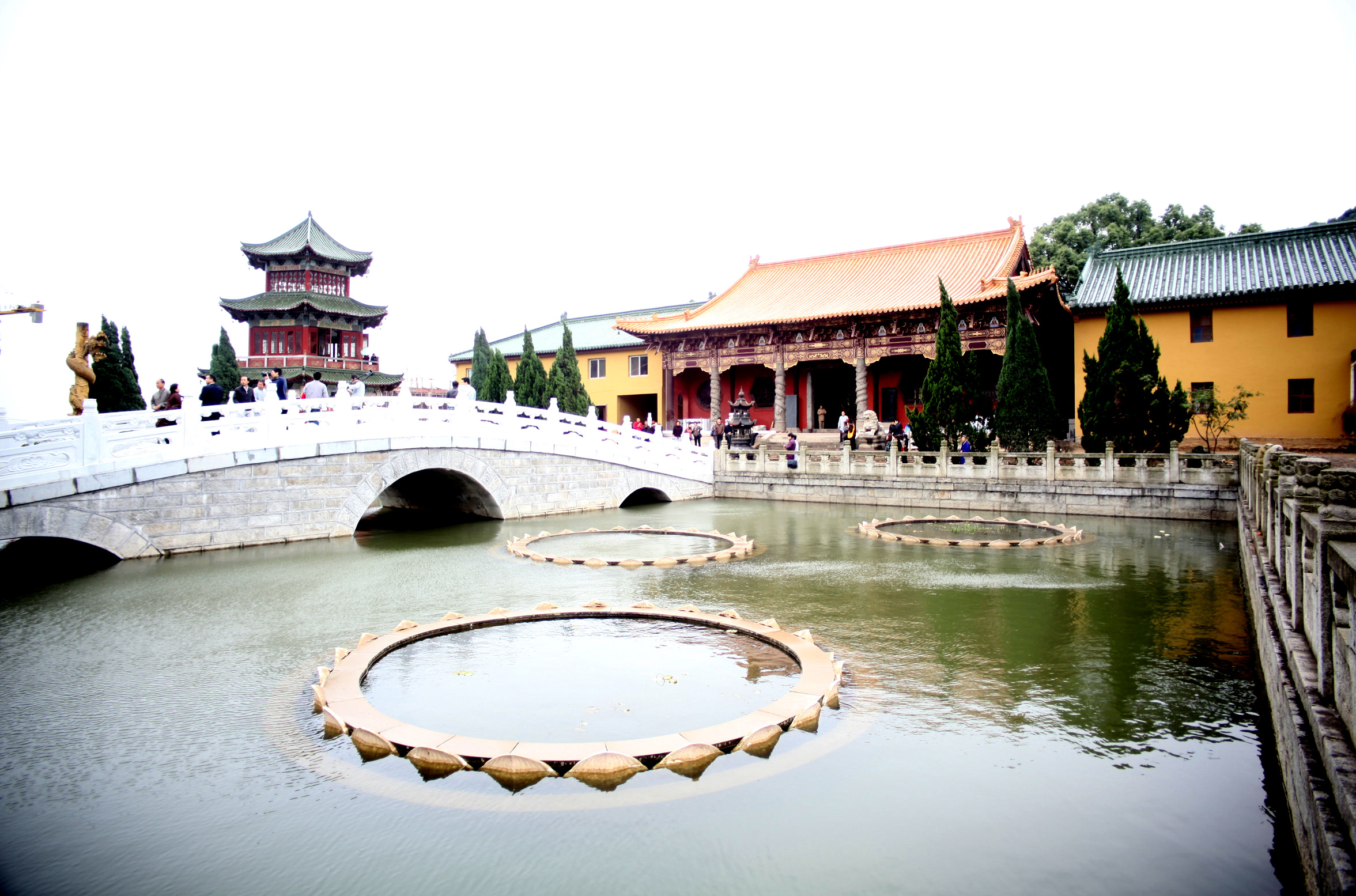
Estanque de lotos en el templo Donglin, un templo clave en la historia de la escuela de la Tierra Pura.

El término "budismo de la tierra Pura" puede referirse a dos fenómenos religiosos. Uno de los referentes es un término colectivo para todas las prácticas y enseñanzas relacionadas con la "tierra pura" o el "campo búdico" de un buda (sánscrito: buddhakṣetra).Este uso corresponde al término chino "puerta de dharma de la tierra pura" (淨土法門, pinyin: jìngtǔ fǎmén), que se refiere a una práctica espiritual o a un enfoque específico budista. Dado que este es un término genérico para todos los "métodos de la tierra pura", técnicamente incluye prácticas de muchas escuelas budistas diferentes, incluyendo tiantai, el budismo tibetano, y otras, no solo las de las "escuelas" o sectas de la tierra pura.
"Budismo de la tierra pura" también se utiliza comúnmente para referirse a varias tradiciones separadas de la tierra pura que toman la práctica de la tierra pura como el elemento central de su enseñanza, a veces de forma exclusiva.En el budismo chino, a menudo se considera a la tierra pura como su propio zōng (escuela), al igual que el zen, entre otros. Así, este uso corresponde al término de Asia Oriental "escuela de la tierra pura" (en chino, 淨土宗; pinyin, jìngtǔzōng). En el budismo japonés, el término se refiere más comúnmente a instituciones específicas como Jōdo-shū y Jōdo Shinshū.
Otro nombre común para la escuela de la Tierra Pura en el Budismo Chino es "escuela del loto" (liánzōng 蓮宗), tomando su nombre de las diversas sociedades del loto de la tierra pura, la primera de las cuales fue fundada por Huiyuan (334–416).Mientras tanto, en el budismo Japonés, otro nombre para las escuelas de la tierra pura es "escuela del nembutsu".Al referirse a tradiciones que se enfocan en el renacimiento en la tierra pura de Amitabha (Japonés: Amida), los estudiosos también pueden usar el término "amidismo".De manera similar, las fuentes tradicionales a veces hablan del "Dharma de Amida".
El término de Asia Oriental "tierra pura" o "terreno purificado" (chino: 淨土, pinyin: jìngtǔ) no es una traducción de ningún término específico del sánscrito, ya que los autores indios casi siempre utilizaron el término buddhakṣetra ("campo búdico"). Sin embargo, es posible que el término chino esté relacionado con el término sánscrito pariśuddha-buddhakṣetra ("campo búdico purificado").

## Orígenes

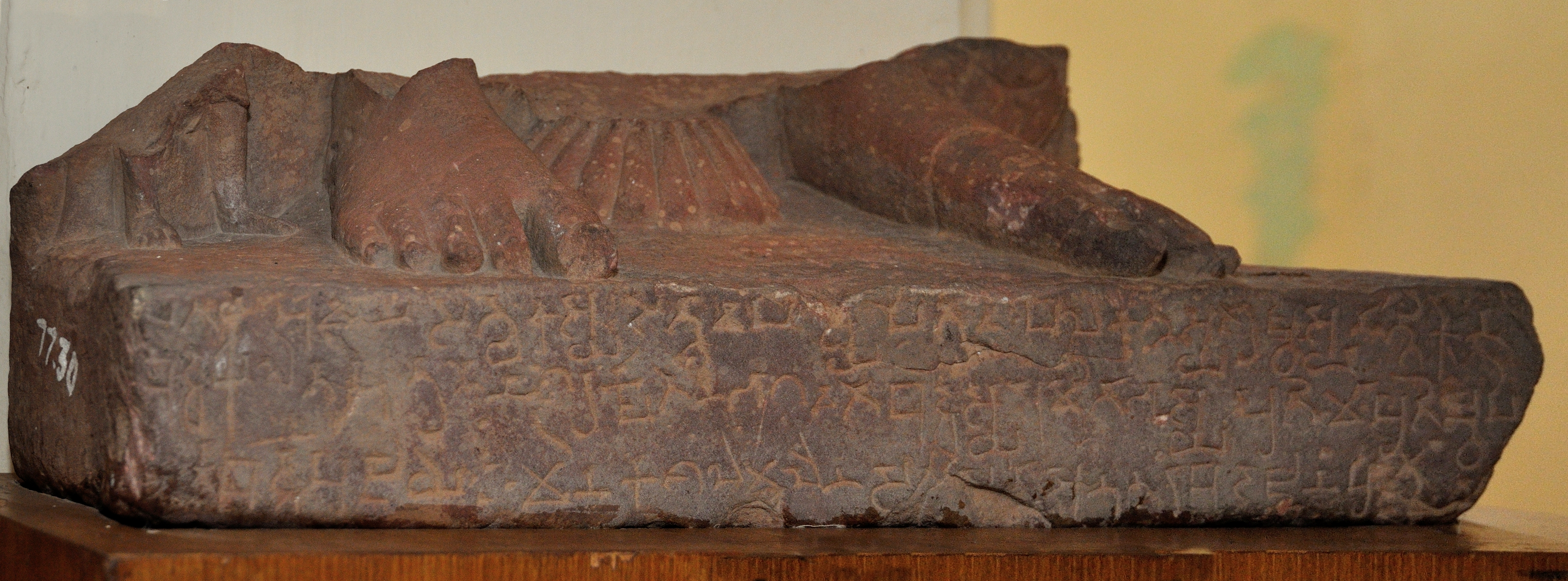
Pedestal inscrito con la primera aparición conocida del nombre del Buda Amitabha (c. 153 d.C.). La inscripción en Brahmi dice: "Bu-ddha-sya A-mi-tā-bha-sya"; "Del Buda Amitabha."

El origen de esta tradición puede rastrearse en sutras Mahāyāna indios que entre los siglos I a. C. y I d. C. fueron muy populares en Cachemira y Asia Central. Los métodos que se enseñan en las fuentes Mahāyāna que discuten los campos de buda (buddhakṣetras) son generalmente formas devocionales mahayanas de una práctica budista clásica, conocida como "atención plena en el Buda" o "evocación del Buda" (sánscrito: buddhānusmṛti).El historiador del budismo Andrew Skilton argumenta que fue la mezcla de enseñanzas Mahāyāna con tradiciones de meditación Sarvāstivādas en Cachemira lo que condujo a las prácticas meditativas que más tarde influyeron en el origen del budismo tierra pura en China.

### Remembranza del Buda
La evocación o remembranza del buda es una práctica del budismo temprano que se enseñaba ya en los primeros textos budistas. Según Paul Harrison, el término anusmṛti significa 'rememorar', 'evocar' y, por extensión, 'traer a la mente', 'tener presente' (cf. smriti, comúnmente traducido como 'atención plena', en inglés mindfulness). El recuerdo del Buda era una entre varias prácticas de anusmṛti. En el Anguttara Nikaya preservado por la tradición Theravada se encuentran seis anusmṛtis o evocaciones: del Buda, del Dhamma, de la Sangha, del sila (observancia moral), del caga (renunciamiento) y de los devata (dioses). En el Sutta Nipata, un brahmán seguidor de Buda, llamado Pingiya, señala que aunque su estado físico no le permite estar personalmente con Buda, "no hay momento para mí, por pequeño que sea, que esté alejado de Gotama, de este universo de sabiduría, de este mundo de comprensión. . . con constante y cuidadosa vigilancia me es posible verlo con mi mente tan claramente como con mis ojos, tanto de noche como de día. Y dado que paso mis noches reverenciandolo, no hay, en mi opinión, un solo momento pasado lejos de él".
El Agama Ekottara, conservado en chino y de orígenes quizá anteriores a la tradición Mahāyāna, también contiene varios pasajes únicos sobre el buddhānusmṛti. En el Agama Ekottara III, 1 (Taisho Vol. II, p. 554a7-b9) se afirma que el buddhānusmṛti puede conducir al nirvana incondicionado, así como a poderes mágicos. Este sutra explica que el monje o monja debe sentarse y "contemplar la imagen del Tathagatha sin quitarle los ojos de encima... recordar las cualidades del Tathagatha". Las cualidades que uno contempla incluyen su cuerpo vajra, sus diez poderes, sus cualidades morales, samadhis y sabiduría (prajña).
Según el estudioso de filosofía budista Paul Williams, esta práctica de "atención plena en el Buda" terminó ganando una gran importancia dentro del budismo Mahāyāna, con su cosmogonía expandida que sostiene que existe un número infinito de Budas y bodhisattvas que viven en una infinita cantidad de campos de Buda diseminados por todo el universo. La práctica de la atención plena del practicante dirigida a los Budas llegó a ser vista como una forma de contactar a estos Budas vivientes y alcanzar la iluminación.

Por ejemplo, el Saptaśatikā Prajñāpāramitā Sūtra (Sutra de la perfección de la sabiduría en 700 líneas) establece que a través del 'samadhi de un solo acto' uno puede alcanzar rápidamente la iluminación:
Los meditadores deben vivir en reclusión, desechar los pensamientos discursivos, no apegarse a la apariencia de las cosas, concentrar sus mentes en un Buda y recitar su nombre con determinación. Deben mantener sus cuerpos erguidos y, mirando en la dirección de ese Buda, meditar en él continuamente. Si pueden mantener la atención plena en el Buda sin interrupción alguna, entonces podrán ver al mismo tiempo a todos los Budas del pasado, del presente y el futuro.
Una idea relacionada con esta budología Mahāyāna era que a través de la conducta, adoración y meditación adecuadas, uno podía llegar a renacer en el campo de Buda de uno de estos Budas.

### Campos de buda en India
A lo largo de su historia, el budismo de la tierra pura se ha centrado principalmente en lograr el renacimiento en una "tierra pura" o "campo de Buda" (sánscrito: buddhakṣetra) lo que, en términos generales, se refiere al área de influencia de un Buda. Se considera que es un lugar superior para entrenar espiritualmente en pos de la plena budeidad, ya que, con ese propósito, ese espacio ha sido "purificado" mediante la compasión de un Buda, y allí uno puede encontrarse con él o ella cara a cara y estudiar bajo su guía.
En la cosmología más expansiva del mahayana, existen infinitos budas, y cada uno tiene un campo de actividad donde enseñan y guían a los seres sintientes hacia el despertar. Esta actividad de enseñanza es la manera en que los Budas y bodhisattvas "purifican" sus campos búdicos. La misma existencia de un campo búdico depende de los actos de un bodhisattva en su camino hacia la budeidad.Según Jan Nattier, estas ideas pueden haber surgido a partir de experiencias meditativas que proporcionaron a ciertos meditadores "visiones de un universo mucho más vasto de lo que se había supuesto anteriormente", con muchos sistemas mundiales, algunos de los cuales contenían otros budas. Esto introdujo la posibilidad de que uno pudiera renacer en estos campos búdicos.
Los mahayanistas indios también sostenían que estos campos búdicos poseían un esplendor y una pureza que coincidían con la pureza de la mente del buda.Los seres sintientes que renacen en estos campos búdicos puros debido a su buen karma también contribuyen al desarrollo de un campo búdico, al igual que los bodhisattvas que pueden viajar allí. Por lo tanto, estos campos búdicos son lugares poderosos que son muy ventajosos para el progreso espiritual.Según Jan Nattier, el deseo de renacer en un campo búdico pudo haberse vuelto popular en la India debido a la idea común de que el camino del bodhisattva era muy difícil e implicaba mucho sufrimiento y sacrificio personal. También se consideraba que duraba un tiempo muy prolongado; en algunas formulaciones, dura tres eones incalculables (asamkhyeya kalpas), lo que implicaría pasar millones de vidas en el camino.
No todos los campos de buda aparecen como perfectamente "puros", y algunos sutras Mahayana hablan de tres tipos de campos búdicos: impuros, puros y mixtos. Así, un campo búdico impuro (como este mundo, llamado Sahā—"el mundo a ser soportado"—que es el campo de Buda Shakyamuni), incluye a no budistas, personas inmorales, etc. Por otro lado, los campos búdicos purificados, como el de Amitabha, son descritos como lugares hermosos, cubiertos de berilo y oro, sin ninguna suciedad ni maldad.Sin embargo, diferentes textos mahayana explican la naturaleza del campo búdico de Shakyamuni de diferentes maneras. Según Paul Williams, algunos sutras adoptan la visión de que el campo búdico de Shakyamuni es impuro porque, debido a su vasta compasión, trabaja para ayudar a todos los seres, incluso los más impuros. Así, mientras algunos Budas como Amitabha enseñan a los seres que aspiran a nacer en sus campos búdicos puros, otros Budas (como Shakyamuni) "juran aparecer como budas en reinos impuros, campos búdicos contaminados, debido a su gran compasión"Esta es la visión del campo búdico de Shakyamuni que se encuentra en el Sutra del Loto.
Según el Sutra de Vimalakirti, este mundo aparentemente impuro, el campo búdico de Shakyamuni, es en realidad un campo búdico purificado. Solo parece ser impuro porque las mentes de los seres sintientes lo perciben como tal. Como explica Williams, esta visión es que: "La impureza que vemos es el resultado de una conciencia impura y también de la compasión del buda al crear un mundo en el que los seres impuros puedan crecer. Así, la verdadera forma de alcanzar una Tierra Pura es purificar la propia mente."

#### Sūtras de Sukhāvatīvyūha

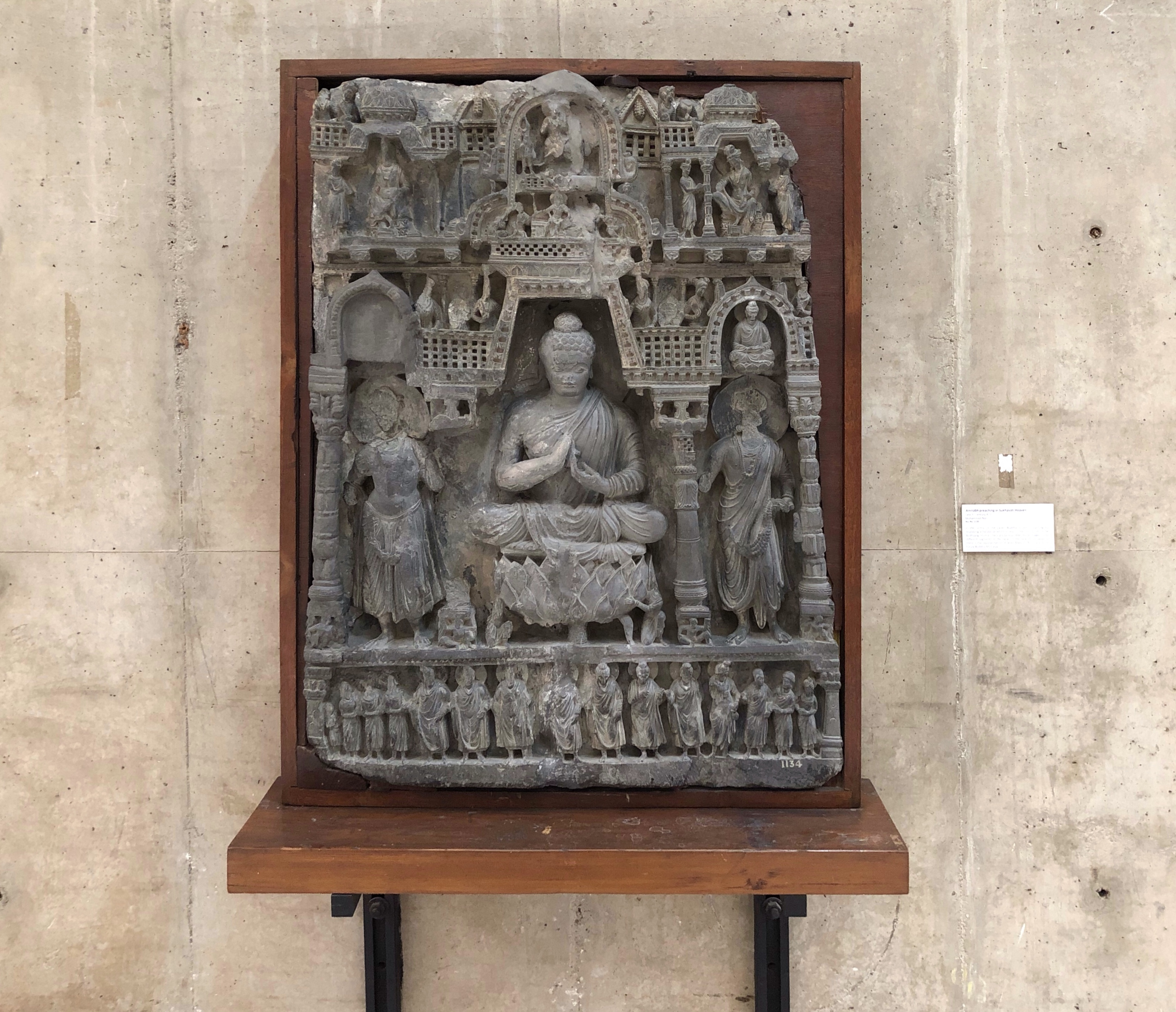
Escultura de Amitabha en Sukhavati, siglo II d.C., procedente de Khyber Pakhtunkhwa, Pakistán.

#### Otros sutras importantes

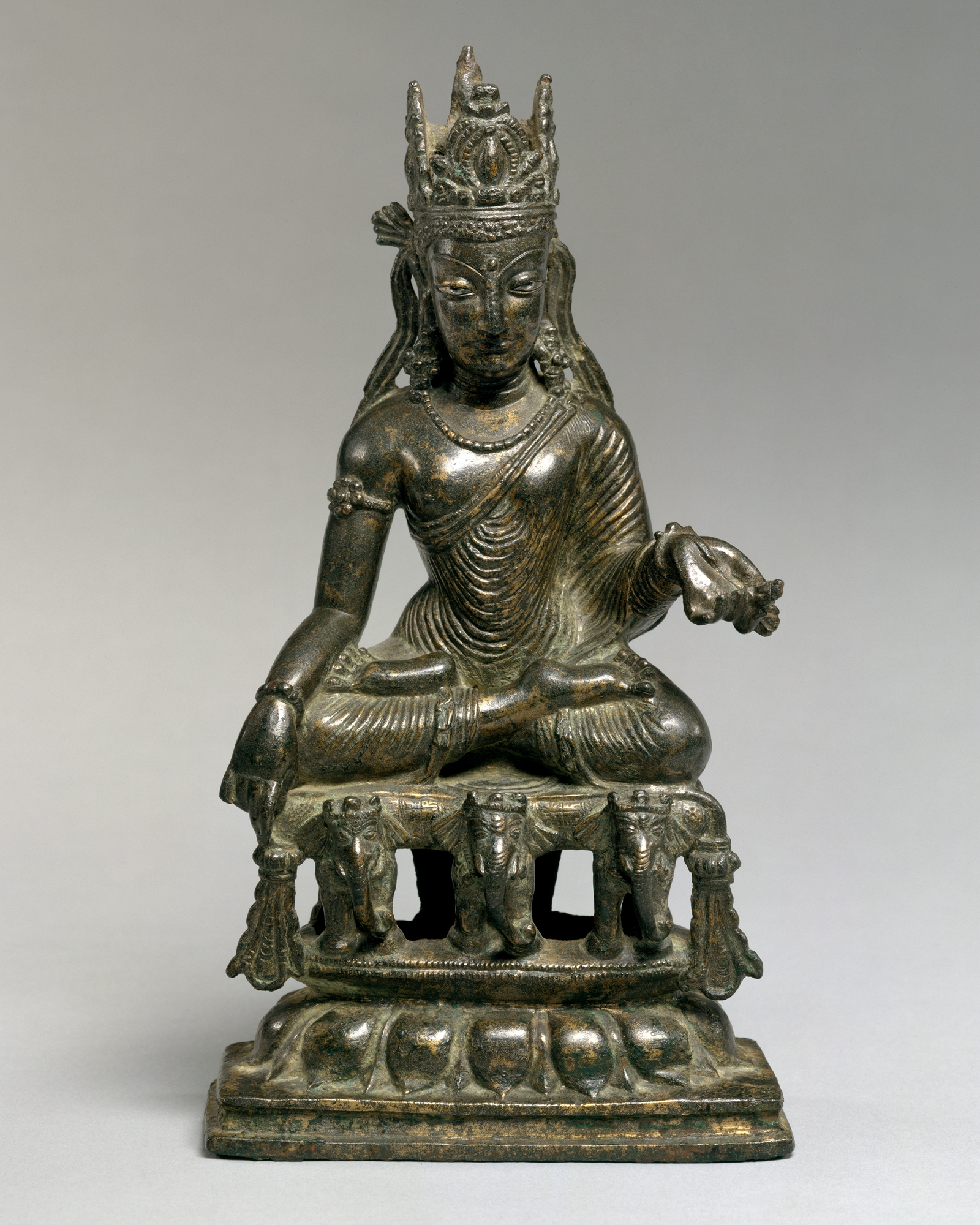
Escultura de bronce de Buda Akṣobhya, Pakistán (Provincia de la Frontera Noroeste, Valle de Swat), siglo IX

## Tierra pura en china

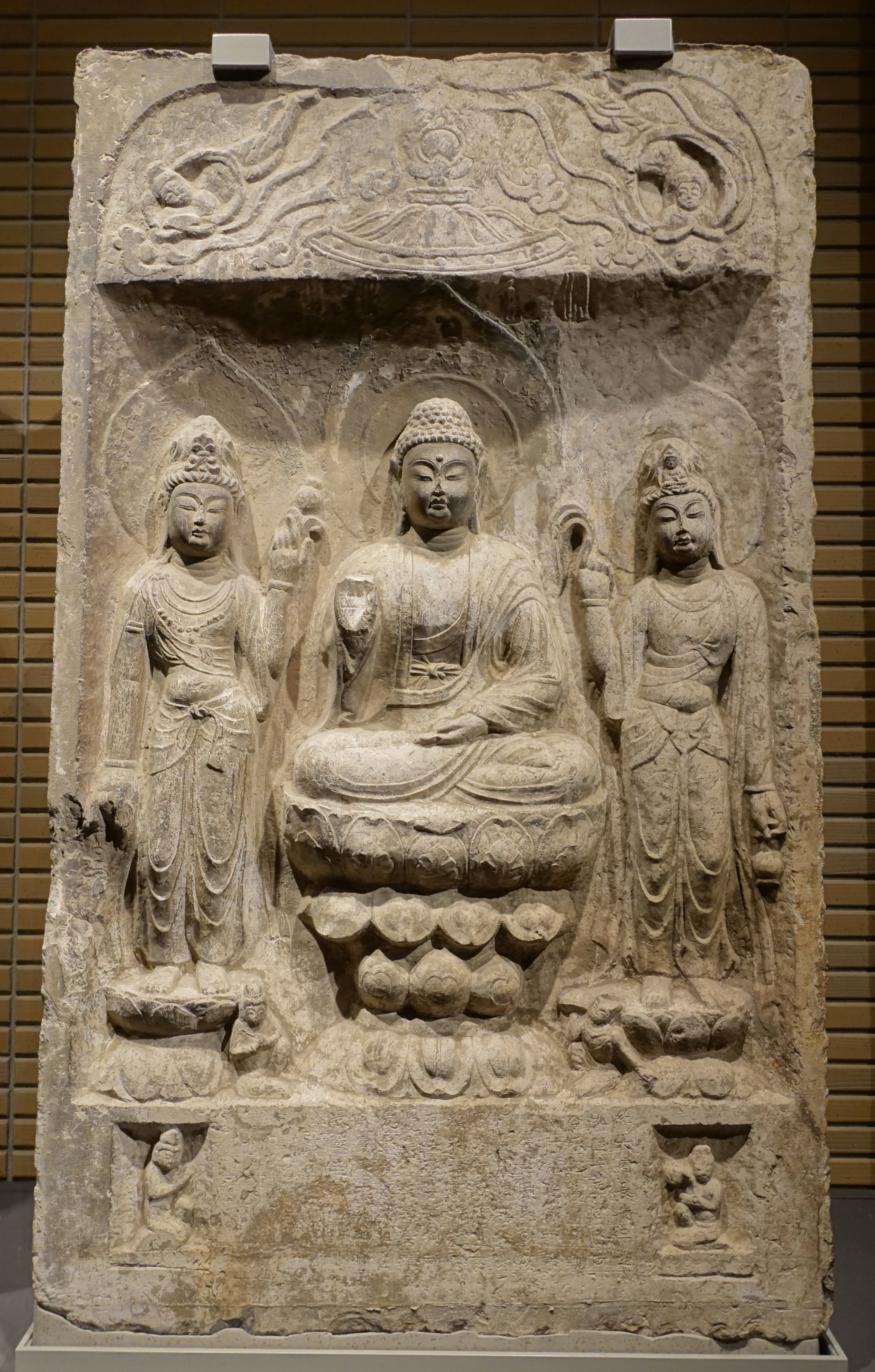
Tríada de Amitabha en un nicho, templo Baoqingsi, Xi'an, provincia de Shaanxi, China, dinastía Tang, c. 703 d.C.

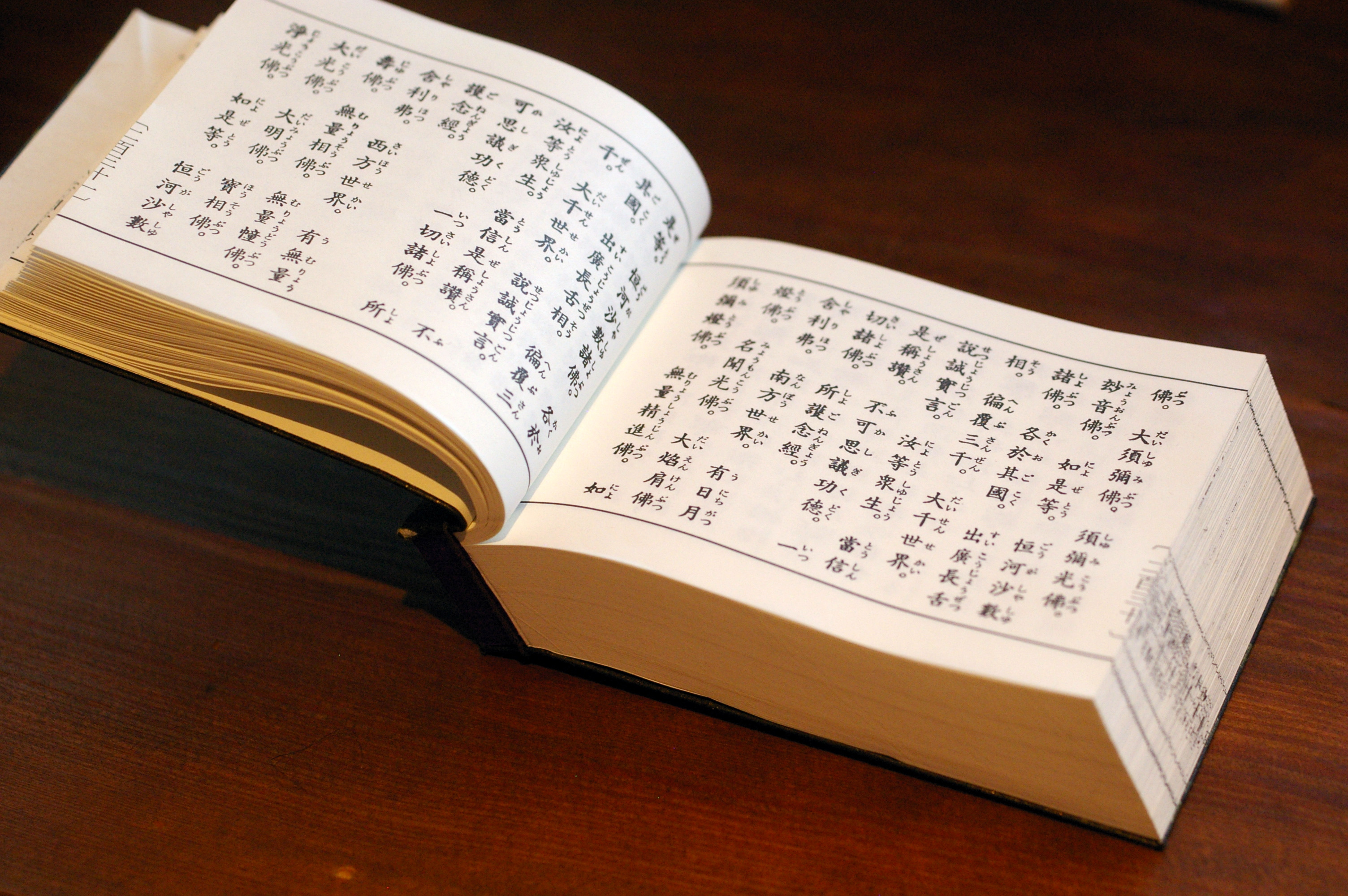
La versión china del Sukhāvatīvyūha Sūtra corto con anotaciones japonesas

### Shandao y Huaigan

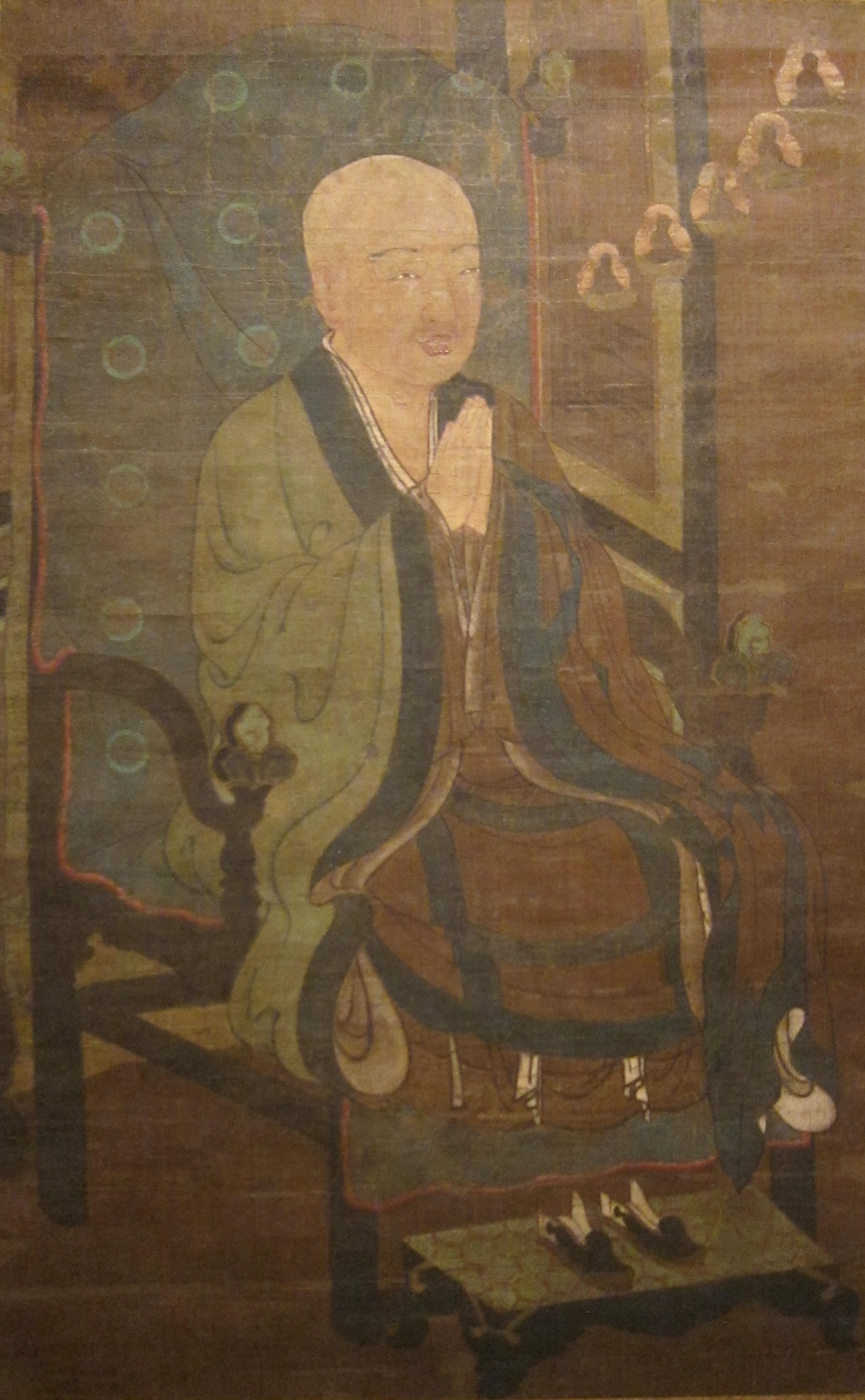
Retrato japonés de Shandao Dashi (Jp: Zendo Daishi), período Nanbokucho,.